# Gooloogongia
Gooloogongia es un género extinto de pez de aletas lobuladas que pertenecía al grupo de los rizodóntidos. Gooloogongia vivió durante el Devónico tardío (durante el Famenniano, alrededor de 360 millones de años atrás). Sus fósiles se han encontrado en el sitio de Canowindra, (Australia). Fue nombrado por el Dr. Zerina Johanson y el Dr. Per Ahlberg en 1998. En su tamaño general y forma Gooloogongia es similar a la moderna saratoga que vive en los ríos tropicales del norte de Australia.
Gooloogongia loomesi lleva el nombre de la especie en honor a Bruce Loomes, el capataz de la excavación de 1993 del sitio Canowindra, y el de género en honor a la ciudad de Gooloogong, en Nueva Gales del Sur.

## Descripción
Gooloogongia era de tamaño grande (unos 90 cm de largo). Al igual que otros peces de aletas lobuladas, Gooloogongia tenía dos filas de dientes en las mandíbulas, con la fila exterior cubierta de pequeños dientes, y la fila interior con colmillos más grandes. Los colmillos de Gooloogongia son afilados y tienen forma de aguja, pero probablemente no eran lo suficientemente fuertes como para penetrar el blindaje de los pequeños placodermos.